# 1974

## Esdeveniments
Països Catalans
- 2 de febrer: Lluís Llach torna a actuar al Palau de la Música Catalana després de quatre anys d'exili.[1]
- 27 de febrer, Viena, Àustria: Josep Carreras debuta a l'Òpera de Viena.
- 28 de setembre, Figueres (Alt Empordà): hi inauguren el Museu Dalí.
- 3 de novembre, Pontons, Alt Penedès: es funda el sindicat Unió de Pagesos.[2]
- 17 de novembre, Monestir de Montserrat, Monistrol de Montserrat, Bages: activistes catalanistes encapçalats per Jordi Pujol hi funden Convergència Democràtica de Catalunya.
- 20 de desembre, Andorra la Vella, Andorra: hi inauguren la Biblioteca Nacional.
- Es funda el Partit Demòcrata i Liberal del País Valencià.
- Se celebren les Sis hores de cançó catalana, a Canet de Mar.

Resta del món
- 25 d'abril, Portugal: els militars esquerrans del Moviment de les Forces Armades van donar un cop d'estat que va posar fi al règim salazarista de Marcelo Caetano.[3]
- 2 de juliol, Estats Units: es produeix la primera aparició de Wolverine a l'última vinyeta de The Incredible Hulk nº 180.[4]
- 14 d'agost, Xipre: Massacres de Maratha, Santalaris i Aloda.
- Toronto, Canadà: Neix l'International Festival of Authors
- El Cub de Rubik és inventat pel professor d'arquitectura Erno Rubik.
- San Juan (Puerto Rico): S'inicia la publicació del tabloide El Vocero.

### Premis Nobel
| Camp                  | Guardonats                                               |
| --------------------- | -------------------------------------------------------- |
| Física                | - Martin Ryle - Antony Hewish                            |
| Química               | - Paul Flory                                             |
| Medicina o Fisiologia | - Albert Claude - Christian de Duve - George Emil Palade |
| Literatura            | - Eyvind Johnson - Harry Martinson                       |
| Pau                   | - Seán MacBride - Eisaku Sato                            |
| Economia              | - Gunnar Myrdal - Friedrich Hayek                        |

## Naixements
| M/d   | Nom i llinatges        | Activitat       | Origen    |
| ----- | ---------------------- | --------------- | --------- |
| 04/14 | Hyung Min-woo (형민우) | autor de còmics | sud-coreà |

Països Catalans
- 5 de gener, Barcelona: Mònica Aguilera i Viladomiu, esportista de curses de muntanya.[5]
- 16 de gener, Barcelona: Àngel Llàcer, actor i director de teatre.
- 21 de gener, Barcelona: Òscar Dalmau, comunicador de ràdio, TV i DJ català.
- 1 de febrer, Sabadell, Vallés Occidental: David Meca, nadador.
- 15 de febrer, Fornells de la Selva: Maria Lluïsa Faxedas Brujats, historiadora de l'art gironina, regidora municipal.[6]
- 27 de febrer, Mataró: Helena Jubany, periodista i bibliotecària catalana (m. 2001).[7]
- Febrer, Vic, Osona: Albert Juvany i Blanch, novel·lista.
- 3 de març, Barcelona: Ada Colau, activista i política (exalcaldessa de Barcelona).
- 29 de març, Sabadell, Vallès Occidental: Marc Gené, pilot de Formula 1.
- 8 d'abril, Alacant: Carlos Mazón, polític valencià (actual President de la Generalitat Valenciana).
- 13 d'abril, Sant Joan, Mallorca: Pilar Sansó Fuster, política mallorquina, diputada al Parlament de les Illes Balears en la VIII legislatura.[8]
- 20 de maig, Ciutadella de Menorca: Ruth Moll Marquès, ciclista professional balear.[9]
- 23 de maig, Figueres: Mónica Naranjo, cantant catalana.[10]
- 11 de juny, Barcelona: Álex Corretja, tenista.
- 18 de juny, Caldes de Malavella: Montserrat Surroca i Comas, advocada i política catalana; comissionada de Convivència del govern Collboni a l'Ajuntament de Barcelona.[11]
- 8 de juny, Olvan, Berguedà: Judit Carreras i Tort, advocada i política catalana.[12]
- 25 de juny, Berga, Berguedà: Jaume Capdevila, Kap, dibuixant català
- 28 de juliol, Tòquio, Japó: Keiko Ogawa, pintora realista japonesa que viu i treballa a Barcelona des del 2005.
- 2 d'agost, Barcelona: Núria Parlon i Gil, política catalana i exalcaldessa de S. Coloma de G.[13]
- 27 d'agost, Cocentaina, Comtat: Carolina Ferre, periodista valenciana.
- 28 d'agost, La Vall d'Uixó: María José Salvador Rubert, política, advocada i professora, diputada i Consellera de la Generalitat.[14]
- 8 de setembre, Canet de Mar: Toni Cruanyes, periodista i presentador de televisió català.
- 1 d'octubre, Maó: María Teresa Pulido Fernández, atleta menorquina, campiona d'Espanya de Marató.[15]
- 16 de novembre, Terrassa, Vallès Occidental: Mònica Van Campen, actriu i model catalana.
- 29 de novembre, Barcelona: Risto Mejide, publicista català.
- 30 de novembre, Manresa: Karina Rubio Reche, ballarina i jutgessa de ball esportiu.[16]
- 2 de desembre, Lleida, Montserrat Martín, gimnasta rítmica espanyola, campiona del món i bicampiona d'Europa.[17]
- 17 de desembre, Algaida, Mallorca: Roser Amills, escriptora i periodista mallorquina.[18]
- 22 de desembre, Cerdanyola del Vallés: Dani Garcia Lara, futbolista.
- València: Luis Cerveró, videoartista, realitzador i productor que ha treballat en publicitat i en videoclips.
- Sant Feliu de Guíxols: Rosa Maria Massegosa i Perxés, escriptora (m. 2006).

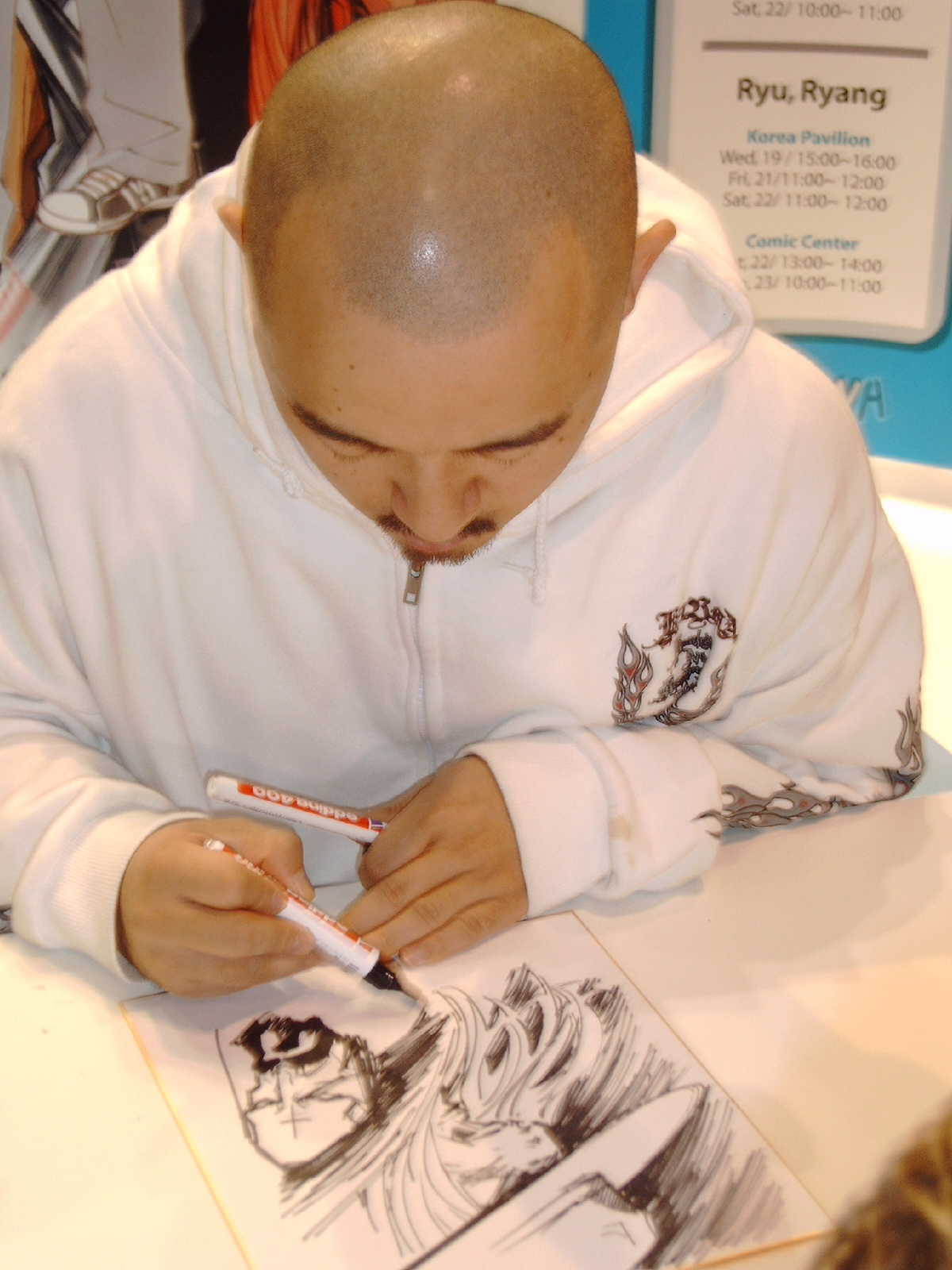
Hyung Min-woo

Resta del món
- 23 de gener, Long Beach, Califòrnia: Tiffani Thiessen, actriu i presentadora de televisió estatunidenca.
- 9 de febrer, Pamplona: Helena Resano, periodista i presentadora espanyola.[19]
- 18 de febrer, Mount Vernon, Missouri: Julia Lorraine Hill, activista ambiental estatunidenca i defensora de l'objecció fiscal.[20]
- 10 de març, Santiago de Xile: Cristián de la Fuente, actor xilè.
- 28 de març, Guayaquil (Equador): Sharon la Hechicera―nom artístic d’Edith Rosario Bermeo Cisneros—, cantant, actriu i empresària, coneguda per la seva carrera musical de tecnocumbia.
- 17 d'abril, Harlow (Anglaterra): Victoria Beckham, cantant i dissenyadora de moda anglesa.[21]
- 19 d'abril, Nuremberg, Christine Silberhorn, física alemanya especialitzada en òptica quàntica.[22]
- 28 d'abril, Madrid, Espanya: Penélope Cruz, actriu espanyola.[23]
- 9 de maig, Ålesund: Cecilie Skog, aventurera noruega, alpinista extrema, exploradora.[24]
- 16 de maig, Faenza: Laura Pausini, cantant, cantautora i productora italiana.[25]
- 1 de juny, Ottawa, Ontario, Canadà: Alanis Morissette, cantant canadenca.[26]
- 14 de juny, Rouyn-Noranda, Quebec: Valérie Plante, alcaldessa de Mont-real.[27]
- 10 de juliol, Dublín, Irlanda: Imelda May, cantant i compositora de rockabilly.
- 16 de juliol, Bilbao: Espido Freire, escriptora i columnista espanyola.[28]
- 28 de juliol, Atenes,(Grècia): Alexis Tsipras (en grec: Αλέξης Τσίπρας), enginyer i polític grec, primer ministre de Grècia des del 21 de setembre de 2015, càrrec que ja exercí entre el 26 de gener i el 27 d'agost de 2015.[29]
- 30 de juliol, Lincoln, Estats Units: Hilary Swank, actriu estatunidenca.[30]
- 31 de juliol, Londres, Anglaterra: Emilia Fox, actriu britànica
- 5 d'agost, Australia: Alvin Ceccoli, futbolista.
- 10 d'agost, Az Zulfi, Riad: Haifaa al-Mansour, directora de cinema saudita.[31]
- 11 d'agost, Saint-Denis, França: Audrey Mestre, biòloga i bussejadora apneista francesa.[32]
- 23 d'agost, 
  - Nijni Taguil (URSS): Konstantín Novossiólov, físic britanicorús, Premi Nobel de Física de l'any 2010.[33]
  - Portsmouth (Anglaterra)ː Samantha Davies, navegant, pilot d'altura britànica.[34]
- 30 d'agost, Fjällbacka, Suècia: Camilla Läckberg, popular novel·lista de misteri sueca.[35]
- 4 de setembre, Catània, Sicília: Carmen Consoli, la cantantessa, cantautora, guitarrista i compositora italiana.[36]
- 15 d'octubre, Madrid: Cayetana Álvarez de Toledo, política espanyola.
- 18 d'octubre, Sevilla: Susana Díaz, política espanyola, que fou presidenta de la Junta.[37]
- 24 de novembre, Bratislava, Txecoslovàquia: Jana Beňová, assagista, poeta i novel·lista eslovaca.
- Split, República Federal Socialista de Iugoslàvia: Renata Poljak, artista croata.[38]

## Necrològiques
Països Catalans
- 16 de febrer - Barcelona: Maria Teresa Vernet, novel·lista, poeta i traductora, la més sobresortint de la preguerra (n. 1907).[39]
- 2 de març - Barcelona: Salvador Puig i Antich, militant anarquista a qui les autoritats franquistes apliquen la pena de mort (n. 1948).[40]
- 10 de maig - Molins de Rei: Caterina Casas Maymó, pionera del municipalisme femení.[41]
- 14 de maig - Barcelona (Barcelonès): Hipòlit Lázaro, tenor català (n. 1887).[42]
- 19 de maig - Sabadell: Antoni Llonch i Gambús, industrial tèxtil i alcalde sabadellenc (n. 1914).[43]
- 20 de juny - l'Alguer, Sardenya: Rafael Catardi i Arca, escriptor alguerès (n. 1892).
- 4 de juliol - Barcelona: Pepita Sellés i Castells, música, pianista, violoncel·lista i acordionista, fundadora de l'Orquestra de Cambra d'Acordions de Barcelona (n. 1908).[44]
- 21 de juliol - Barcelona: Miquel Brasó, historiador i arqueòleg gracienc.[45]
- 3 d'agost - L'Hospitalet de Llobregat (el Baix Llobregat): Joaquim Amat i Piniella, escriptor (n. 1913).[46]
- 29 d'agost - Barcelona: Cecília Alonso i Bozzo –Cecília A. Màntua–, escriptora, guionista radiofònica, dramaturga (n. 1905).[47]
- 3 de setembre - Berga: Aurora Bertrana i Salazar, escriptora catalana (n. 1892).[48]
- 13 de setembre - Barcelona: Miquel Brasó i Vaqués, historiador i arqueòleg gracienc (n. 1904).
- 5 d'octubre - Barcelona: Maria Plans i Macià, actriu catalana.[49]
- 29 de novembre - València: Elisa Piqueras, pintora, escultora i professora espanyola.[50]
- 29 de desembre - Arenys d'Empordà: Àurea de Sarrà, ballarina catalana de la dècada dels anys vint del segle passat (n. 1889).[51]
- Peníscola - Baix Maestrat: José María Meliá Bernabeu, Pigmalión, poeta i astrònom valencià (n. 1885).
- Eivissa: Gloria Stewart, cantant de jazz.
- Barcelona: Teresa Romero Domingo, pintora catalana autodidacta (n. 1883).[52]

Resta del món
- 3 de febrer - Madrid: Juan de Orduña, actor espanyol (n. 1902).[53]
- 20 de febrer - Guayaquil (Equador): Matilde Hidalgo, metgessa i política equatoriana (n. 1889).[54]
- 9 de març - Miami, Florida (EUA): Earl Wilbur Sutherland Jr. metge estatunidenc, Premi Nobel de Medicina o Fisiologia de l'any 1971 (n. 1915).
- 19 de març - Brooklyn: Anne Klein, dissenyadora de moda estatunidenca (n. 1923).[55]
- 28 de març - Nova York: Dorothy Fields, llibretista i lletrista americana (n. 1905).[56]
- 2 d'abril - París, França: Georges Pompidou, president de la República francesa (n. 1911)[57]
- 8 d'abril: Harry L. Fraser, director i guionista de cinema
- 11 d'abril - Ginebra, Suïssa: Grete von Urbanitzky-Passini, escriptora i compositora austríaca (n. 1893).
- 15 d'abril - Trieste: Cesare Barison, violinista, director d'orquestra, musicòleg i compositor italià (n. 1885).
- 18 d'abril - París (França): Marcel Pagnol, director de cinema i escriptor occità d'expressió francesa.(n. 1895)[58]
- 24 de maig - Nova York, Estats Units: Duke Ellington, compositor estatunidenc de jazz (n. 1899).[59]
- 9 de juny - 
  - Madrid: Miguel Ángel Asturias, escriptor i diplomàtic guatemaltenc, Premi Nobel de Literatura de l'any 1967 (n. 1899).[60]
  - Tisbury, Massachusetts: Katharine Cornell, actriu teatral estatunidenca, escriptora i productora teatral (n. 1893).[61]
- 11 de juny, Rio de Janeiro: Eurico Gaspar Dutra, President de Brasil (n. 1883).[62]
- 18 de juny, Moscou (Unió Soviètica): Gueorgui Júkov, polític i militar soviètic, considerat per molts com un dels comandants més exitosos de la Segona Guerra Mundial.[57]
- 28 de juny, Buenos Aires: María de la O Lejárraga, escriptora espanyola.[63]
- 22 de juny, Ginebra, Suïssa: Darius Milhaud, compositor francès (n. 1892).[64]
- 11 de juliol - Danderyd (Suècia): Par Lagerkvist, escriptor suec, Premi Nobel de Literatura de 1951 (n. 1891).
- 13 de juliol - Londres (Anglaterra): Patrick Maynard Stuart Blackett, físic anglès, Premi Nobel de Física de 1948 (n. 1897).[65]
- 21 de juliol - Buenos Aires, Argentina: Carlos Prats, general de l'exèrcit xilè fidel a Allende, assassinat juntament amb la seva esposa per la DINA (n. 1915).
- 23 de juliol - Zahlé, (Líban): Badia Masabni, ballarina de dansa del ventre, pionera de la dansa del ventre moderna actual (n. 1892).
- 24 de juliol - Cambridge (Anglaterra): James Chadwick, físic anglès, Premi Nobel de Física de 1935 (n. 1891).[66]
- 7 d'agost - 
  - Manhattan: Virginia Apgar, anestesiòloga obstètrica estatunidenca, que ideà la puntuació d'Apgar (n. 1909).[67]
  - Tel-Aviv: Rosario Castellanos, una de les escriptores mexicanes més importants del segle xx.[68]
- 8 d'agost - Kröv: Baldur von Schirach, dirigent nazi, líder de les Joventuts Hitlerianes,(n. 1907).[57]
- 13 d'agost - Varsòvia: Maria Ossowska, sociòloga i filòsofa social polonesa (n. 1896).[69]
- 5 d'octubre, Imola: Ebe Stignani, gran mezzosoprano de la seva època a Itàlia (n.1903).[70]
- 5 de novembre - Villiers-le-Bel, França: Madeleine Bunoust, pintora francesa (n. 1885).[71]
- 5 de desembre - Roma, Laci (Itàlia): Pietro Germi,  director de cinema, guionista, actor i productor italià (n. 1914).[72]
- 13 de novembre - Neuilly-sur-Seine (França): Vittorio de Sica, director de cinema neorealista italià i actor (n. 1901).